# Windpark Jüchen
Der Windpark Jüchen befindet sich auf dem Stadtgebiet von Jüchen im Rhein-Kreis Neuss. Der Windpark wurde auf 45 ha rekultivierter Fläche des Tagebaus Garzweiler errichtet und ist seit 2012 in Betrieb.

## Errichtung
Baubeginn für die vier Windkraftanlagen durch RWE (damals Innogy) und Senvion (damals REpower) war, nach drei Jahren vorbereitender Planung, im April 2012. Im Oktober 2012 begann ihre Montage; sie wurden im Dezember 2012 in Betrieb genommen. Die Gesamtkosten des Parks betrugen rund 20 Millionen Euro. Die Windenergieanlagen schließen an das Mittelspannungsnetz der NEW Netz an.

## Betrieb
Die Anlagen des Typs Senvion 3.4M104 haben eine Nabenhöhe von 128 m und sind, bei einem Rotordurchmesser von 104 m, bis zur Rotorspitze 180 m hoch. Mit einer Nennleistung von 3,4 MW pro Anlage besitzt der Park eine installierte Leistung von 13,6 MW; das jährliche Regelarbeitsvermögen beträgt 31 GWh.
Zwei Anlagen werden von der BMR Windenergie Jüchen GmbH & Co. KG betrieben, zwei von der Windpark Jüchen GmbH & Co. KG, an der sich die Bürgerenergiegenossenschaft Die BürgerEnergie, die Stadtwerke Neuss und Bürger beteiligen.